# Высшая лига КВН 2003
Сезон Высшей лиги КВН 2003 года — 17-й сезон с возрождения телевизионного КВН в 1986 году. В этом сезоне в КВН появился слоган «творим, что хотим» — он и стал его темой.
В Высшую лигу были вновь приглашены 15 команд, среди которых оказались и вице-чемпионы сезонов 2000 и 2001 «Утомлённые солнцем». Команда обновила состав, и выступала в качестве сборной Краснодарского края. Среди знакомых команд оказались и полуфиналисты предыдущего сезона «95-й квартал», а также команды из Владивостока, Тюмени, Перми и Астаны. Новый вице-чемпион Украинской лиги, команда «ЧП», тоже вернулась на второй сезон. Среди новых имён, наибольших успехов добились новый московский проект «Незолотая молодёжь», дошедший до полуфинала, и команды РУДН и Сборная Пятигорска, дошедшие до финала, и обыгравшие по дороге некоторых «ветеранов» лиги.
Несмотря на то, что в сезон были приглашены 15 команд, в итоге выступило на одну команду меньше, поскольку норильский «Отдел кадров» из-за погодных условий не смог вовремя прилететь на свою игру.
В сезоне 2003 был впервые сыгран двухсерийный полуфинал. После того, как в полуфинал прошли пять команд, в «уголок редактора» на сайте amik.ru поступило предложение сыграть один полуфинал с пятью командами, но разделить его на две серии. Благодаря этому нововведению были придуманы два новых конкурса: Фристайл (вариация приветствия) и Конкурс финальной песни (вариация конкурса одной песни).
В этом сезоне на столиках членов жюри (и на тумбе ведущего) появились ноутбуки.
Несмотря на неуверенное начало сезона, команда «Утомлённые солнцем» всё же смогла пробиться в финал, где встретилась с дебютантами сезона — Сборной Пятигорска и РУДН. Если два предыдущих финала сочинцы проиграли, третья попытка оказалась удачной и они всё же стали чемпионами Высшей лиги КВН.

## Состав
В сезон Высшей лиги 2003 были приглашены пятнадцать команд, но команда КВН «Отдел кадров» из города Норильска не смогла вовремя приехать на игру из-за погодных условий на Таймыре — норильчане выступили в 1/8-й финала в качестве гостей игры (показали только приветствие). Таким образом, в сезоне приняли участие четырнадцать команд:
1. Дизель (Николаев) — финалисты Евролиги
2. РУДН (Москва) — чемпионы Евролиги
3. Сборная Пятигорска (Пятигорск) — финалисты Открытой украинской лиги
4. Сборная Бурятии (Улан-Удэ) — полуфиналисты Первой лиги, выступали так же под названием «Забайкальский вариант»
5. Югра (Ханты-Мансийск) — финалисты Первой лиги
6. Добрянка (Добрянка) — чемпионы Первой лиги, выступали под названием «Есть контакт!» и представляли Добрянку и Пермь
7. Незолотая молодёжь (Москва)
8. Сборная Астаны (Астана) — второй сезон в Высшей лиге
9. ТГНГУ (Тюмень) — второй сезон в Высшей лиге
10. Парма (Пермь) — второй сезон в Высшей лиге
11. ЧП (Минск) — второй сезон в Высшей лиге, финалисты Открытой украинской лиги
12. Сборная Владивостока (Владивосток) — четвёртый сезон в Высшей лиге
13. 95-й квартал (Кривой Рог) — четвёртый сезон в Высшей лиге
14. Утомлённые солнцем (Сочи) — четвёртый сезон в Высшей лиге

Чемпионом сезона стала команда КВН «Утомлённые солнцем».

## Игры

### ⅛ финала
Первая ⅛ финала
- Дата игры: 12 марта
- Тема игры: А мне всегда чего-то не хватает
- Команды: Утомлённые солнцем (Сочи), Югра (Ханты-Мансийск), Есть контакт! (Добрянка), ЧП (Минск), РУДН (Москва)
- Жюри: Игорь Верник, Леонид Ярмольник, Андрей Макаревич, Антон Комолов, Юлий Гусман
- Конкурсы: Приветствие («А мне всегда чего-то не хватает»), Разминка («Творим, что хотим»), Музыкальный конкурс («Вперёд, и с песней!»)

| Команда            | Приветствие | Разминка | общий | Муз. конкурс | Итого |
| ------------------ | ----------- | -------- | ----- | ------------ | ----- |
| Утомлённые солнцем | 4,6         | 4        | 8,6   | 4            | 12,6  |
| Добрянка           | 4,2         | 4,2      | 8,4   | 4,8          | 13,2  |
| Югра               | 3,8         | 3,8      | 7,6   | 4            | 11,6  |
| ЧП                 | 5           | 4,6      | 9,6   | 4,8          | 14,4  |
| РУДН               | 5           | 4,6      | 9,6   | 5            | 14,6  |

Результат игры:
1. РУДН
2. ЧП
3. Есть контакт!
4. Утомлённые солнцем
5. Югра

- «Утомлённые солнцем» в четвёртый раз не смогли выиграть 1/8-ю финала Высшей лиги, и второй раз заняли в ней непроходное место.

Вторая ⅛ финала
- Дата игры: 19 марта
- Тема игры: Игра без правил
- Команды: Забайкальский вариант (Улан-Удэ), Сборная Пятигорска (Пятигорск), ТГНГУ (Тюмень), 95-й Квартал (Кривой Рог)
- Жюри: Александр Абдулов, Игорь Верник, Леонид Ярмольник, Константин Эрнст, Антон Комолов, Юлий Гусман
- Конкурсы: Приветствие («Игра без правил»), Разминка («Вопросом на ответ»), Музыкальный конкурс («Музыкальный беспредел»)

| Команда            | Приветствие | Разминка | общий | Муз. конкурс | Итого |
| ------------------ | ----------- | -------- | ----- | ------------ | ----- |
| 95-й квартал       | 4,8         | 4,5      | 9,3   | 4,8          | 14,1  |
| Сборная Бурятии    | 3,8         | 3,8      | 7,6   | 3,8          | 11,4  |
| Сборная Пятигорска | 5           | 5,5      | 10,5  | 5            | 15,5  |
| ТГНГУ              | 4,5         | 4,5      | 9     | 5            | 14    |

Результат игры:
1. Сборная Пятигорска
2. 95-й квартал
3. ТГНГУ
4. Забайкальский вариант

- Команда «Отдел кадров» должна была участвовать в этой игре, но не смогла вовремя прилететь из-за погодных условий в Норильске. Команда выступила с приветствием в качестве гостей игры.
- В рамках «игры без правил» на разминке команды задавали не вопросы, а ответы.
- На этой игре Сборная Пятигорска показала музыкальный конкурс «Рыцари».
- Команда «Забайкальский вариант» получила 3,8 балла за каждый из трех конкурсов.

Третья ⅛ финала
- Дата игры: 26 марта
- Тема игры: Зигзаг удачи
- Команды: Дизель (Николаев), Незолотая молодёжь (Москва), Сборная Астаны (Астана), Парма (Пермь), Сборная Владивостока (Владивосток)
- Жюри: Александр Абдулов, Игорь Верник, Леонид Ярмольник, Антон Комолов, Юлий Гусман
- Конкурсы: Приветствие («Зигзаг удачи»), Разминка («Подарок судьбы»), Музыкальный конкурс («В удачный день, в удачный час»)

| Команда              | Приветствие | Разминка | общий | Муз. конкурс | Итого |
| -------------------- | ----------- | -------- | ----- | ------------ | ----- |
| Сборная Владивостока | 4,2         | 4,4      | 8,6   | 4            | 12,6  |
| Дизель               | 4           | 4,6      | 8,6   | 4            | 12,6  |
| Сборная Астаны       | 4,6         | 4,4      | 9     | 4,6          | 13,6  |
| Незолотая молодёжь   | 5           | 4,6      | 9,6   | 5            | 14,6  |
| Парма                | 5           | 5,4      | 10,4  | 5            | 15,4  |

Результат игры:
1. Парма
2. Незолотая молодёжь
3. Сборная Астаны
4. Сборная Владивостока; Дизель

- Актёры сборной Владивостока Вячеслав Торкунов и Павел Замахин не смогли принять участие в выступлении своей команды, поскольку и тот и другой сломали ногу незадолго до игры.
- Большинство шуток «Пармы» на этой игре были на тему рекламы. В музыкальном конкурсе «Парма» показала один из самых известных номеров команды — «Привет, бобер!».

Решением жюри дополнительно в четвертьфинал взята команда ТГНГУ (вторая игра).
Судьбу ещё одной команды решало телефонное голосование. В результате с небольшим разрывом первые позиции заняли Сборная Владивостока (третья игра) и Утомлённые солнцем (первая игра). Обе команды были приглашены в четвертьфинал. Однако, болельщики из Казахстана и Украины в голосовании участия не принимали, ввиду отсутствия в это время эфира на указанные страны. Учитывая этот факт, Президент МС КВН принял решение о приглашении в четвертьфинал ещё одной дополнительной команды, занявшей в СМС-голосовании третье место — Сборная Астаны (третья игра). Таким образом, в четвертьфинал прошли 10 команд.

### Четвертьфиналы
Первый четвертьфинал
- Дата игры: 14 мая
- Тема игры: Путешествие из Москвы в Петербург
- Команды: ТГНГУ (Тюмень), 95-й квартал (Кривой Рог), Сборная Владивостока (Владивосток), Сборная Пятигорска (Пятигорск), Незолотая молодёжь (Москва)
- Жюри: Александр Абдулов, Игорь Угольников, Леонид Ярмольник, Константин Эрнст, Антон Комолов, Юлий Гусман
- Конкурсы: Приветствие («Путешествие из Москвы в Петербург»), Разминка («Кунсткамера»), Музыкальный конкурс («Белые ночи»)

| Команда              | Приветствие | Разминка | общий | Муз. конкурс | Итого |
| -------------------- | ----------- | -------- | ----- | ------------ | ----- |
| Незолотая молодёжь   | 5           | 5,2      | 10,2  | 5            | 15,2  |
| Сборная Пятигорска   | 5           | 4,5      | 9,5   | 5            | 14,5  |
| ТГНГУ                | 4,2         | 4,8      | 9     | 5            | 14    |
| 95-й квартал         | 4,2         | 4,7      | 8,9   | 4,5          | 13,4  |
| Сборная Владивостока | 4,2         | 4,5      | 8,7   | 4,3          | 13    |

Результат игры:
1. Незолотая молодёжь
2. Сборная Пятигорска
3. ТГНГУ
4. 95-й квартал
5. Сборная Владивостока

- Игра была посвящена 300-летию Санкт-Петербурга.
- На этой игре Сборная Пятигорска показала музыкальный конкурс про Чапаева.
- Фронтмен Сборной Владивостока Вячеслав Торкунов на этой игре выступал с загипсованной ногой и на костылях.
- Сборная Владивостока в своём приветствии показала массовый номер про компьютерный вирус, запущенный в честь юбилея Санкт-Петербурга («Масяни», поющие песню «Конь» группы «Любэ»).
- На этой игре «Незолотая молодёжь» показала пародию на американские фильмы («У меня уже подрастает то, что вы сделали прошлым летом»).

Второй четвертьфинал
- Дата игры: 21 мая
- Тема игры: Мечтать не вредно!
- Команды: Парма (Пермь), ЧП (Минск), Утомлённые солнцем (Сочи), Сборная Астаны (Астана), РУДН (Москва)
- Жюри: Александр Абдулов, Игорь Верник, Леонид Ярмольник, Антон Комолов, Юлий Гусман
- Конкурсы: Приветствие («Уж и помечтать нельзя!»), Разминка («В порядке бреда»), Музыкальный конкурс («Этот мир придуман не нами»)

| Команда            | Приветствие | Разминка | общий | Муз. конкурс | Итого |
| ------------------ | ----------- | -------- | ----- | ------------ | ----- |
| Сборная Астаны     | 4           | 3,8      | 7,8   | 3,8          | 11,6  |
| Парма              | 4,2         | 4,2      | 8,4   | 4,6          | 13    |
| РУДН               | 4,8         | 3,8      | 8,6   | 5            | 13,6  |
| ЧП                 | 4,8         | 4        | 8,8   | 4,6          | 13,4  |
| Утомлённые солнцем | 5           | 4        | 9     | 4,4          | 13,4  |

Результат игры:
1. РУДН
2. Утомлённые солнцем; ЧП
3. Парма
4. Сборная Астаны

- Победители этой игры получили билеты на концерт Пола Маккартни.

### Двухсерийный Полуфинал
Первая серия полуфинала
- Дата игры: 8 октября
- Тема игры: Физики
- Команды: РУДН (Москва), Незолотая молодёжь (Москва), ЧП (Минск), Сборная Пятигорска (Пятигорск), Утомлённые солнцем (Сочи)
- Жюри: Леонид Ярмольник, Сергей Шолохов, Игорь Верник, Константин Эрнст, Антон Комолов, Юлий Гусман
- Конкурсы: Разминка («Игра со зрителем»), Приветствие («Наука и жизнь»), БРИЗ («БРИЗ»), Конкурс финальной песни («Музыкальный финал»)

| Команда            | Разминка | Приветствие | общий | БРИЗ | общий | Муз. Финал | Итого |
| ------------------ | -------- | ----------- | ----- | ---- | ----- | ---------- | ----- |
| РУДН               | 4,2      | 3,8         | 8     | 3,2  | 11,2  | 5          | 16,2  |
| ЧП                 | 4,7      | 4,2         | 8,9   | 3,8  | 12,7  | 4,8        | 17,5  |
| Незолотая молодёжь | 5        | 4,5         | 9,5   | 4    | 13,5  | 5          | 18,5  |
| Сборная Пятигорска | 4,5      | 5           | 9,5   | 3,3  | 12,8  | 5          | 17,8  |
| Утомлённые солнцем | 5,8      | 5           | 10,8  | 3,8  | 14,6  | 4,8        | 19,4  |

Результат игры:
1. Утомлённые солнцем
2. Незолотая молодёжь
3. Сборная Пятигорска
4. ЧП
5. РУДН

- В Конкурсе финальной песни РУДН показали номер «Олеся», а Сборная Пятигорска — номер «А я пойду работать…» (на мотив песни «Товарищ песня»).

Вторая серия полуфинала
- Дата игры: 13 октября
- Тема игры: Лирики
- Команды: РУДН (Москва), ЧП (Минск), Сборная Пятигорска (Пятигорск), Незолотая молодёжь (Москва), Утомлённые солнцем (Сочи)
- Жюри: Леонид Ярмольник, Сергей Шолохов, Игорь Верник, Константин Эрнст, Юлий Гусман
- Конкурсы: Фристайл («Свободный стиль»), Капитанский конкурс («Поэтом мог бы я не быть…»), Музыкальный конкурс («Ещё раз про любовь»)

| Команда            | Фристайл | Капитанский | общий | Муз. конкурс | Итого |
| ------------------ | -------- | ----------- | ----- | ------------ | ----- |
| Утомлённые солнцем | 4,6      | 4           | 8,6   | 6            | 14,6  |
| ЧП                 | 4        | 3           | 7     | 4,8          | 11,8  |
| Сборная Пятигорска | 4,6      | 3,8         | 8,4   | 5,6          | 14    |
| Незолотая молодёжь | 4        | 3           | 7     | 5,4          | 12,4  |
| РУДН               | 5        | 4           | 9     | 6            | 15    |

Результат игры:
1. РУДН
2. Утомлённые солнцем
3. Сборная Пятигорска
4. Незолотая молодёжь
5. ЧП

- На этой игре был сыгран капитанский конкурс. Играли: Михаил Галустян («Утомлённые солнцем»), Дмитрий Танкович («ЧП»), Сангаджи Тарбаев (РУДН), Алексей Ляпичев («Незолотая молодёжь») и Семён Слепаков (Пятигорск). Капитаны сначала прочитали собственные стихи, а потом поиграли в буриме.
- На этой игре Сборная Пятигорска показала свой «сельский роман».
- «Незолотая молодёжь» показала на этой игре номер про Матрицу в стиле Чарли Чаплина. Позже эту идею усовершенствовали в передаче «Большая разница».
- В конкурсе «фристайл» игрок команды РУДН Исмаил Коне изображал посла республики «Северный Габон». Так как зрители не обращали на него раньше внимания, многие поверили, что это действительно посол (хотя такого государства нет). Зрители поняли, что это розыгрыш когда Исмаил начал танцевать и петь финальную песню с командой.
- В музыкальном конкурсе команда РУДН показала номер о саундтреке к мультфильму о Винни-Пухе в исполнении группы «Ария». Номер понравился участникам группы, и видео с выступлением было вывешено на их официальном сайте.
- Команда РУДН на этой игре набрала максимальное количество баллов (15 из 15-ти возможных), став первой командой, набравшей максимум за игру в Высшей лиге.

Сумма за две серии и общий итог полуфинала
| Команда            | Разминка | Приветствие | общий | БРИЗ | общий | Муз. Финал | общий | Фристайл | общий | Капитанский | общий | Муз. конкурс | Итого |
| ------------------ | -------- | ----------- | ----- | ---- | ----- | ---------- | ----- | -------- | ----- | ----------- | ----- | ------------ | ----- |
| РУДН               | 4,2      | 3,8         | 8     | 3,2  | 11,2  | 5          | 16,2  | 5        | 21,2  | 4           | 25,2  | 6            | 31,2  |
| ЧП                 | 4,7      | 4,2         | 8,9   | 3,8  | 12,7  | 4,8        | 17,5  | 4        | 21,5  | 3           | 24,5  | 4,8          | 29,3  |
| Незолотая молодёжь | 5        | 4,5         | 9,5   | 4    | 13,5  | 5          | 18,5  | 4        | 22,5  | 3           | 25,5  | 5,4          | 30,9  |
| Сборная Пятигорска | 4,5      | 5           | 9,5   | 3,3  | 12,8  | 5          | 17,8  | 4,6      | 22,4  | 3,8         | 26,2  | 5,6          | 31,8  |
| Утомлённые солнцем | 5,8      | 5           | 10,8  | 3,8  | 14,6  | 4,8        | 19,4  | 4,6      | 24    | 4           | 28    | 6            | 34    |

Результат полуфиналов:
1. Утомлённые солнцем
2. Сборная Пятигорска
3. РУДН
4. Незолотая молодёжь
5. ЧП

### Финал
- Дата игры: 17 декабря
- Тема игры: Двенадцатая ночь, или что угодно
- Команды: РУДН (Москва), Сборная Пятигорска (Пятигорск), Утомлённые солнцем (Сочи)
- Жюри: Александр Абдулов, Леонид Ярмольник, Сергей Шолохов, Пётр Авен, Константин Эрнст, Игорь Верник, Геннадий Хазанов, Антон Комолов
- Конкурсы: Приветствие («Творим, что хотим»), СТЭМ («Комедия ошибок»), Капитанский конкурс («Новогоднее обращение капитана»), Музыкальное домашнее задание («Happy end»)

| Команда            | Приветствие | СТЭМ | общий | Капитанский | общий | МДЗ | Итого |
| ------------------ | ----------- | ---- | ----- | ----------- | ----- | --- | ----- |
| РУДН               | 4,1         | 4,4  | 8,5   | 3,5         | 12    | 6   | 18    |
| Сборная Пятигорска | 4,9         | 4,2  | 9,1   | 4           | 13,1  | 6,9 | 20    |
| Утомлённые солнцем | 4,9         | 4,9  | 9,8   | 3,5         | 13,3  | 6,8 | 20,1  |

Результат игры:
1. Утомлённые солнцем
2. Сборная Пятигорска
3. РУДН

«Утомлённые солнцем» стали чемпионами Высшей лиги сезона 2003.
- Капитанский конкурс играли: Михаил Галустян («Утомлённые солнцем»), Сангаджи Тарбаев (РУДН) и Семён Слепаков (Пятигорск).
- РУДН показали на этой игре СТЭМ про Нострадамуса, а «Утомлённые солнцем» — СТЭМ про Мальчиша-Кибальчиша.
- На этой игре Сборная Пятигорска показала домашнее задание про встречу Нового года, в котором прозвучала песня «Скоро муж».
- На самом деле команда «Утомлённые солнцем» должна была разделить чемпионство со Сборной Пятигорска, поскольку обе команды набрали в сумме по 160 очков, но из-за системы округления, общий средний балл «Утомлённых» был 20,1 против 20 у Пятигорска. Десять лет ранее, на Финале Высшей лиги 1993 произошёл подобный случай.
- Сборная Пятигорска стала чемпионом в следующем сезоне, а РУДН — в 2006 году. Таким образом, шутка с просьбой к Деду Морозу сделать команды РУДН и Пятигорска «чемпионами КВН две тысячи не этого года», произнесённая в приветствии командой «Утомлённые солнцем», стала пророческой.

## Члены жюри
В сезоне 2003 игры Высшей лиги КВН судили 11 человек.
8 игр
- Леонид Ярмольник

7 игр
- Игорь Верник
- Юлий Гусман
- Антон Комолов

5 игр
- Александр Абдулов
- Константин Эрнст

3 игры
- Сергей Шолохов

1 игра
- Пётр Авен
- Андрей Макаревич
- Игорь Угольников
- Геннадий Хазанов

## Видео
- Первая 1/8-я финала Архивная копия от 6 октября 2014 на Wayback Machine
- Вторая 1/8-я финала
- Третья 1/8-я финала Архивная копия от 5 ноября 2014 на Wayback Machine
- Первый четвертьфинал
- Второй четвертьфинал Архивная копия от 30 октября 2014 на Wayback Machine
- Первый полуфинал
- Второй полуфинал
- Финал